# Robert W. Straub
Robert William "Bob" Straub (né le 6 mai 1920, mort le 27 novembre 2002) est un homme politique et homme d'affaires américain. Démocrate, il a servi au Sénat de l'Oregon en tant que trésorier, et a été gouverneur de cet état entre 1975 et 1979.

## Biographie
Robert W. Straub est né à San Francisco de parents Républicains. Il obtient son diplôme de Master en administration des affaires en 1947. Marié en 1943, il a eu trois garçons et trois filles.